# Godskitchen
Godskitchen — міжнародний клубний бренд танцювальної музики, який організовує заходи, зокрема у Великій Британії та США. Для створення проєктів, компанія відкрила нічний клуб з однойменною назвою «AIR» в Бірмінгемі. Godskitchen є в музеї музичного лейблу.

## Перші рейви
Свій перший фест вони провели у Великій Британії в Кембриджі. Почався продаж входів по всій Великій Британії. Після цього Кріс Гріффін та Тайрон Метьюс вирішили, що Godskitchen запустять на регулярній основі. У травні 1996 року Godskitchen став проводити щотижневі заходи в Нортгемптоні. Він регулярно продавав квитки на вхід і незабаром клуб заповнився повністю, кількість гостей складала 1500 людей. Вечірку запускали щоп'ятниці.

## Global Gathering
Влітку 2001 року Godskitchen вперше організували фестиваль просто неба Global Gathering, який відвідали 25 тис. людей. Фест відбувся на Британському літньому місті на якому раніше відбувався Phoenix Festival та Bulldog Bash. Global Gathering пройшов успішно та Godskitchen закінчився у 2001 із поверненням до дому до Мілтен Кейнісу.

## Міжнародні тури
2004-го сталась фінансова суперечка з холдинговою компанією «CODE». Для місця проведення фесту компанія збиралася реконструювати відведене місце за 1 млн. фунтів стерлінгів. Головним івент-провайдером фесту є компанія Virus Music.
У новорічну ніч з 2004 на 2005 рік, організатори запустили вечірку. У липні 2005 року Global Gathering тривав весь вікенд, а завдяки живим виступам він зібрав понад 45 тис. гостей. 18 березня 2006 року Global Gathering був проведений в центрі Маямі. Другий фестиваль провели у святковий День Праці (перші вихідні вересня) в Лас-Вегасі, Невада. Фестивалі Godskitchen проводилися в клубі Бонбон в Шанхаї, а також у Манілі на Філіппінах. Австралія провела свій перший GlobalGathering 2008 року.
У 2010 році вперше захід було проведено в клубі Папая в Хорватії. Він тривав три дні, 11-13 серпня. Хедлайнерами фесту стали Axwell, Стів Анжелло, Себастьян Інгроссо, Гарет Емері та Arno Cost.

## Назва
Намагаючись придумати назву для нового клубного фестивалю, промоутери зазначили, що найкращі вечірки, які відбуваються вдома, завжди проходять навколо кухні. Незабаром вони погодилися один з одним, що найкращі вечірки відбудуться в кухні Бога, звідси і назва.